# Orchestre symphonique de Vancouver

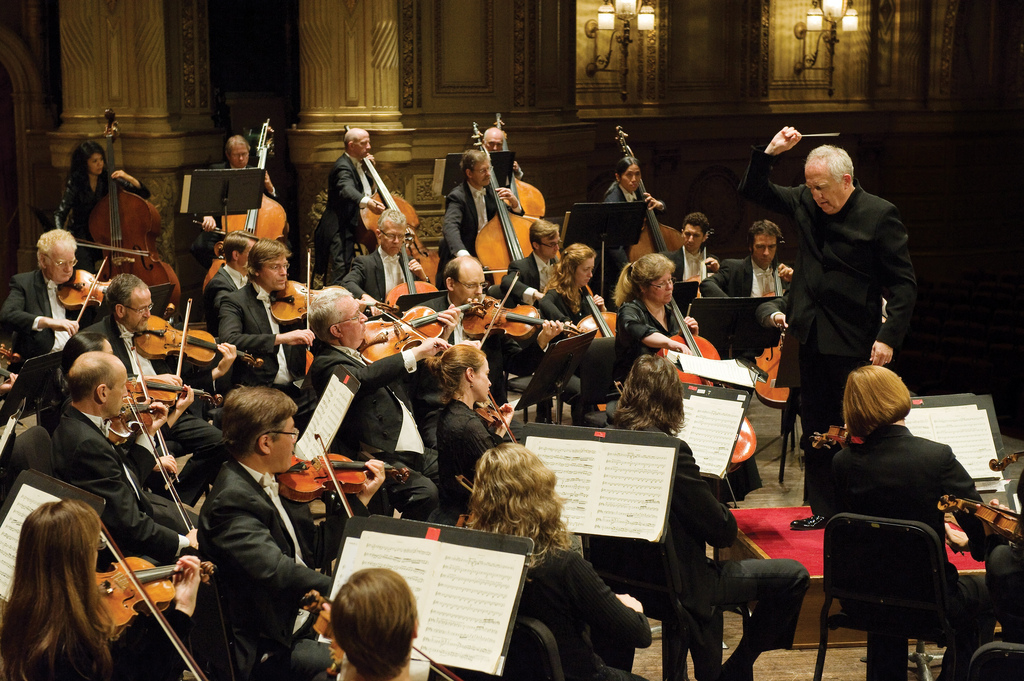
Concert en 2009.

L'Orchestre symphonique de Vancouver (VSO, Vancouver Symphony Orchestra) est un orchestre canadien actif à Vancouver, en Colombie-Britannique. 
Plus de 240 000 personnes assistent à ses représentations en direct chaque année. Fondé en 1919, il joue sur 12 sites différents et exécute 140 concerts par saison. Basé à l'Orpheum, c'est le troisième orchestre en importance au Canada avec un budget annuel de 9,5 millions de dollars.

## Historique
L'orchestre symphonique de Vancouver a une histoire où s'alternent difficultés et succès. À l'aube des années 1980, c'est celui qui a la plus longue liste de soumission de symphonies en Amérique du Nord. Cependant, même avec (ou peut-être à cause de) les contrats d'enregistrement de la CBC, un magazine trimestriel et un ambitieux calendrier de tournée, l'orchestre interrompt en 1988 ses activités 5 mois durant afin de combler un déficit de 2,3 millions de dollars.
À l'aide d'une intervention financière locale et d'une subvention d'un demi million de dollars du gouvernement fédéral, l'orchestre commence à se reconstruire, accordant plus de place aux artistes contemporains dans ses œuvres.
Depuis 2000, le directeur musical de l'Orchestre symphonique de Vancouver est Bramwell Tovey, dont le mandat dure jusqu'en 2010. Son chef invité est Kazuyoshi Akiyama, qui a été directeur musical de 1972 à 1985.
L'orchestre remporte en 2008 le Grammy Award de la meilleure performance instrumentale soliste (avec orchestre) pour son enregistrement des concertos pour violon de Korngold, Barber et Walton mettant en vedette le violoniste canadien James Ehnes. L'enregistrement a remporté le prix Juno du meilleur album classique de l'année (grand ensemble).

## Directeurs musicaux
- Allard de Ridder (1930–1941)
- Jacques Singer (1947–1950)
- Irwin Hoffman (1952-1963)
- Meredith Davies (1964-1970)
- Kazuyoshi Akiyama (1972-1985)
- Sergiu Comissiona (1991-2000)
- Bramwell Tovey (2000-aujourd'hui)